# Melecta
Melecta is een geslacht van vliesvleugelige insecten uit de familie bijen en hommels (Apidae)

## Soorten
- M. aegyptiaca Radoszkowski, 1876
- M. albifrons

Bruine rouwbij (Forster, 1771)
- M. alcestis Lieftinck, 1980
- M. alexanderi Griswold & Parker, 1999
- M. amanda Lieftinck, 1980
- M. angustilabris Lieftinck, 1980
- M. assimilis Radoszkowski, 1876
- M. atripes Morawitz, 1895
- M. atroalba (Lieftinck, 1972)
- M. baeri Radoszkowski, 1865
- M. bohartorum Linsley, 1939
- M. brevipila Lieftinck, 1980
- M. canariensis Lieftinck, 1958
- M. candida Lieftinck, 1980
- M. caroli Lieftinck, 1958
- M. corpulenta Morawitz, 1875
- M. curvispina Lieftinck, 1958
- M. chalybeia (Lieftinck, 1972)
- M. chinensis Cockerell, 1931
- M. diacantha Eversmann, 1852
- M. diligens Lieftinck, 1983
- M. duodecimmaculata (Rossi, 1790)
- M. edwardsii Cresson, 1878
- M. emodi Baker, 1997
- M. excelsa Lieftinck, 1980
- M. festiva Lieftinck, 1980
- M. fulgida Lieftinck, 1980
- M. fumipennis Lieftinck, 1980
- M. funeraria Smith, 1854
- M. fuscipennis (Morawitz, 1875)
- M. gracilipes Lieftinck, 1980
- M. grandis Lepeletier, 1841

- M. guichardi Lieftinck, 1980
- M. guilochei Dusmet y Alonso, 1915
- M. honesta Lieftinck, 1980
- M. italica Radoszkowski, 1876
- M. kuschakewiczi (Radoszkowski, 1890)
- M. leucorhyncha Gribodo, 1893
- M. luctuosa

Witte rouwbij (Scopoli, 1770)
- M. mundula Lieftinck, 1983
- M. nivosa Morawitz, 1893
- M. obscura Friese, 1895
- M. pacifica Cresson, 1878
- M. prophanta Lieftinck, 1980
- M. separata Cresson, 1879
- M. sibirica Radoszkowski, 1890
- M. sinaitica (Alfken, 1937)
- M. solivaga Lieftinck, 1980
- M. thoracica Cresson, 1875
- M. transcaspica Morawitz, 1895
- M. tuberculata Lieftinck, 1980
- M. turkestanica Radoszkowski, 1893